# Bastó d'Esculapi

Bastó d'Esculapi o Asclepi

El bastó d'Esculapi (o d'Asclepi) és el símbol de la medicina, consistent en un bastó amb una serp enroscada. Aquest emblema va aparèixer uns 800 anys abans de Crist, en els temps d'Homer. Actualment, el bastó d'Esculapi serveix d'emblema del cos mèdic de l'exèrcit al Regne Unit, Alemanya, Suècia, França, Mèxic i les Filipines. El 1912, l'American Medical Association va adoptar el símbol d'Esculapi com a emblema oficial d'aquesta organització. L'Organització Mundial de la Salut (OMS) l'usa des de la seua fundació el 1947.
El caduceu s'empra juntament amb el bastó d'Esculapi per a simbolitzar la medicina, però es tracta d'un ús erroni, ja que aquest símbol correspon al déu Hermes o Mercuri i aquest déu està relacionat amb el comerç.

## Origen
Segons la mitologia grega, Asclepi era fill d'Apol·lo i de Coronis, la qual era filla de Flègias, rei de Tessàlia. Enfurit Apol·lo perquè Coronis estava enamorada d'Isquis, fill d'Èlat, quan va nàixer el seu fill el va deixar abandonat al mont Títion, on va ser alletat per una cabra. Un pastor va trobar el xiquet i el va donar al centaure Quiró, que li va ensenyar la medicina.
Segons una altra llegenda, Asclepi estava assistint Glauc, quan, de sobte, aquest darrer va caure mortalment ferit per un llamp. Va aparèixer a l'habitació una serp i Asclepi la va matar amb el seu bastó; aleshores va entrar una altra serp i va reviure la primera ficant-li unes herbes a la boca. Amb aquestes mateixes herbes, es diu que Asclepi va aconseguir ressuscitar Glauc. A precs de Plutó, déu dels inferns, Júpiter va fer morir Asclepi perquè aquest curava els malalts i ressuscitava els morts, i l'infern es quedava desert. Per sol·licitud d'Apol·lo, Asclepi, anomenat Esculapi pels romans, va quedar immortaliltzat i romangué entre les estrelles del cel. Asclepi va acompanyar l'heroi Jàson cap de l'expedició dels argonautes que anaven a la recerca del velló d'or.
Asclepi va existir realment a Tessàlia, i era un metge de gran fama. Després de la seua mort va ser deïficat i llavors van començar les llegendes, i fou venerat a Atenes i Corint, i a Pèrgam, ciutat on va nàixer Galè.
El 293 aC es va declarar una greu epidèmia a Roma; els seus governants, desesperats, van consultar amb els oracles de Sibil·lina i aquests van aconsellar que portaren Asclepi d'Epidaure. Amb aquest fi, hi van enviar una galera, la qual va tornar portant a bord una serp sagrada. Quan l'embarcació va entrar a les aigües del Tíber, acostant-se a l'illa Tiberina de Roma, la serp va saltar a terra i l'epidèmia va cessar de seguida. Com a prova de gratitud, els romans van construir un vaixell de pedra, al sud de l'illa. A la proa de la nau es veuen les figures d'Esculapi i la serp, i el pal està representat per un obelisc. En aquesta illa s'alcen avui dia l'església de Sant Bartomeu i l'hospital de Sant Joan de Déu. Epidaure es troba prop d'Atenes i va ser un santuari mèdic molt important en els temps antics. En aquesta ciutat, Asclepi assistia milers de malalts que hi acudien de tot el litoral de la Mediterrània.

Escut amb un bastó d'Esculapi

Les serps representades en els símbols d'Asclepi corresponen a la serp de l'espècie Elaphe longissima, de color groc i negre i d'un a dos metres de llarg. Aquests ofidis encara es troben a les ruïnes dels temples romans del sud d'Europa. És improbable, com diu la literatura antiga, que les serps xuclaren les ferides dels pacients, però segons els sacerdots d'Epidaure, sota el seu influx s'aconseguien cures miraculoses.

## El bastó d'Esculapi en heràldica
El bastó d'Esculapi és també una figura usada en heràldica consistent en una verga acoblada a una serp que habitualment té el cap mirant a la destra.